# علیرضا بیرانوند
علیرضا صفر بیرانوند (زادهٔ ۳۰ شهریور ۱۳۷۱) بازیکن فوتبال اهل ایران است که در پست دروازه‌بان برای باشگاه فوتبال تراکتور و تیم ملی فوتبال ایران بازی می‌کند.
بیرانوند به مدت شش فصل پیاپی از فصل ۹۴–۱۳۹۳ تا ۹۸–۱۳۹۷ و فصل های ۰۲–۱۴۰۱، ۰۴–۱۴۰۳ بهترین دروازه‌بان لیگ برتر ایران و در زمان حضور در پرسپولیس در فصل ۹۸–۱۳۹۷، مرد سال فوتبال ایران و بهترین بازیکن لیگ شد. او با پیراهن پرسپولیس بهترین دروازه‌بان لیگ قهرمانان آسیا ۲۰۱۸ شد. وی دروازه‌بان تیم ملی فوتبال ایران در جام جهانی ۲۰۱۸ و جام ملت‌های آسیا ۲۰۱۹ بود و در تمامی بازی‌ها به صورت فیکس حضور داشت و در تیم منتخب جام ملت‌های آسیا ۲۰۱۹ نیز قرار گرفت. نام بیرانوند به‌عنوان رکورددار بلندترین پرتاب دست و بلندترین ضربهٔ زیر توپ جهان در کتاب گینس ثبت شده است.

## دوران باشگاهی

### نفت تهران

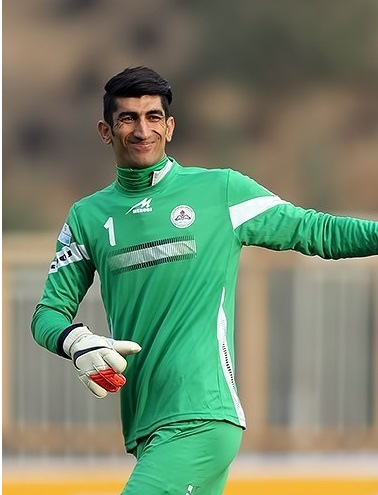
علیرضا بیرانوند در نفت تهران

بیرانوند با نفت تهران از سال ۱۳۹۰ آغاز به کار کرد. او اولین بازی خود را در جام حذفی برابر داماش در ۳ آبان سال ۱۳۹۰ انجام داد. نفت در پایان لیگ برتر به مکان سوم رسید و برای اولین بار در تاریخ این باشگاه به لیگ قهرمانان آسیا صعود کرد. در ۳ فروردین ۱۳۹۳، بیرانوند قرارداد خود را با نفت تا سال ۱۳۹۴ تمدید کرد.

### پرسپولیس تهران

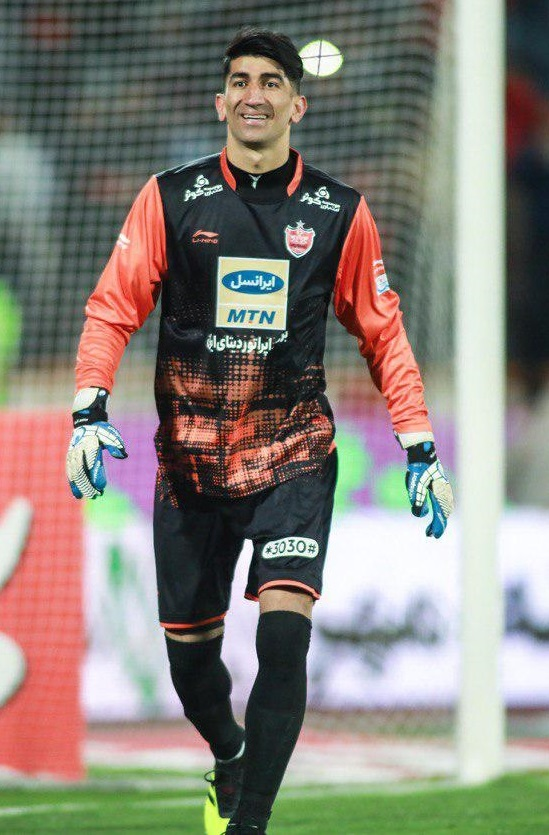
بیرانوند به همراه پرسپولیس

علیرضا بیرانوند در فصل ۱۳۹۵–۱۳۹۶ با قراردادی ۲ ساله به پرسپولیس پیوست. وی در ۲۷ اردیبهشت ۱۳۹۵ قراردادی دو ساله با پرسپولیس بست و مدتی بعد این قرارداد را به مدت پنج سال یعنی تا سال ۱۴۰۰ تمدید کرد.

#### لیگ برتر فوتبال ایران
او پس از پیوستن به پرسپولیس (نایب قهرمان فصل ۱۳۹۴–۱۳۹۵ لیگ برتر فوتبال ایران)، توانست با انجام تعداد بالایی کلین شیت و عملکرد مناسب، با تیم فوتبال پرسپولیس به مقام قهرمانی لیگ برتر فوتبال ایران دست یابد. بهترین دروازه‌بان (لیگ شانزدهم)، کمترین گل خورده، بیشترین دروازه‌بسته، رکورددار بیشترین برد و کمترین باخت نیز از دست‌آوردها و رکوردهای او در این رقابت‌ها هستند. بیرانوند توانست با پرسپولیس در لیگ هفدهم هم قهرمان شود. این اتفاق برای سال سوم هم تکرار شد و بیرانوند در هر سه سال سهم بزرگی در قهرمانی باشگاهش داشت تا اینکه او در سال چهارم در حالی که قرار شد انتهای فصل از پرسپولیس جدا شود به دلیل انتشار ویروس کرونا و تعطیلی ۴ ماهه فوتبال مجبور‌ شد که پس از شروع مسابقات به بلژیک برود و برای باشگاه فوتبال رویال آنتورپ بازی کند. با این حال، او نیز در قهرمانی پرسپولیس برای چهارمین سال متوالی سهم به‌خصوصی داشت.

#### لیگ قهرمانان آسیا

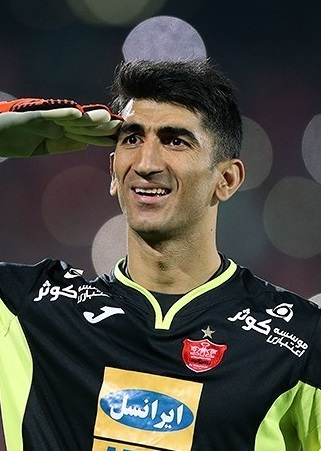
بیرانوند به همراه تیم پرسپولیس در سال ۲۰۱۷

علیرضا بیرانوند با پرسپولیس به جمع برترین تیم‌های فوتبال آسیا صعود کرد؛ در لیگ قهرمانان آسیا ۲۰۱۷ و در جایی که پرسپولیس از گروه خود صعود کرد و با گذشتن از سد لخویا قطر تبدیل به عنوان تنها نماینده ایران در آسیا شده بود، عملکرد مناسب بیرانوند قابل توجه بود؛ به نحوی که او تا قبل از بازی با الاهلی ۴ کلین شیت انجام داده بود.
علیرضا بیرانوند سابقه قرار گرفتن در تیم منتخب هفته لیگ قهرمانان آسیا را دارد. بیرانوند با پرسپولیس به نیمه‌نهایی لیگ قهرمانان آسیا ۲۰۱۷ صعود کرد اما از راه‌یابی به دیدار پایانی مسابقات آسیایی بازماند. بیرانوند به همراه باشگاه پرسپولیس توانست در لیگ قهرمانان آسیا ۲۰۱۸ تا بازی فینال پیش برود ولی در بازی فینال از باشگاه فوتبال کاشیما آنتلرز شکست خورد و به مقام نایب قهرمانی رسید.

#### سوپر جام فوتبال ایران
پرسپولیس در سوپر جام فوتبال ایران ۱۳۹۶ و با پیروزی سه بر صفر مقابل نفت تهران به مقام قهرمانی سوپر جام فوتبال ایران رسید؛ در این بازی علیرضا بیرانوند دروازه‌بان سرخ پوشان بود. در سال بعد به حاضر نشدن استقلال تهران بازی ۰–۳ به نفع تیم پرسپولیس اعلام شد. در سال بعد هم به دلیل اینکه تیم پرسپولیس در هر دو جام قهرمان شده بود؛ فدراسیون برنامه ای برای آن نداشت و تیم پرسپولیس و بیرانوند برای سومین سال متوالی قهرمان سوپر جام اعلام شد.

### آنتورپ بلژیک
علیرضا بیرانوند در ۲۳ تیر ۱۳۹۹ ایران را به مقصد بلژیک برای حضور در تست پزشکی باشگاه آنتورپ ترک کرد.
بیرانوند نخستین بار در ۲۰ آذر ۱۳۹۹ مقابل تاتنهام در رقابت‌های لیگ اروپا برای آنتورپ به میدان رفت و علی‌رغم دریافت ۲ گل به عنوان بهترین بازیکن تیمش شناخته شد. او در این مسابقه بارها و بارها مانع از گلزنی بازیکنان تاتنهام شد.در پایان دیدارهای هفته ششم مرحله گروهی لیگ اروپا، بیرانوند در تیم منتخب هفته لیگ اروپا قرار گرفت. بعد از عملکرد خوب بیرانوند در بازی برابر تاتنهام، او برای بازی مقابل تیم کلوب بروژ که صدرنشین لیگ بلژیک بود هم انتخاب شد. این دیدار حساس در نهایت با برد ۲–۰ کلوب بروژ همراه شد. عملکرد بیرانوند در این بازی مورد توجه ایوان لکو قرار نگرفت تا او دوباره نیمکت نشین شود.

### بوآویشتا پرتغال
در ۱۹ تیر ۱۴۰۰، بیرانوند به صورت قرضی یک ساله و با بند خرید، به تیم بوآویشتا در لیگ برتر فوتبال پرتغال پیوست.

### بازگشت به پرسپولیس تهران
بیرانوند در ۹ خرداد ۱۴۰۱ با قراردادی ۳ ساله از باشگاه آنتورپ به پرسپولیس پیوست. او در سال ۱۴۰۳ با ادعای طلبکاری بخشی از قراردادش از باشگاه فوتبال پرسپولیس قرارداد خود را یک‌سویه فسخ کرد. اگرچه باشگاه پرسپولیس اطلاع رسانی کرد که بیرانوند قراردادش را دریافت کرده و اجازه‌ای برای فسخ قرار داد نداشته‌است.

### تراکتور تبریز
در ۲۵ تیر ۱۴۰۳، بیرانوند با قراردادی سه‌ساله از پرسپولیس به تراکتور پیوست.

## دوران ملی

### تیم جوانان
وی عضو تیم ملی زیر ۲۰ سال ایران در سال ۱۳۸۹ در رقابت‌های تیم‌های جوانان آسیا بوده‌است. او دروازه‌بان تیم ملی جوانان ایران در بازی با استرالیا بود که ایران در این بازی ۳–۰ شکست خورد.

### تیم المپیک
او به تیم ملی زیر ۲۲ سال ایران توسط علیرضا منصوریان در سال ۱۳۹۲ به رقابت‌های جام ملت‌های آسیا (انتخابی المپیک) دعوت شد.

### تیم ملی

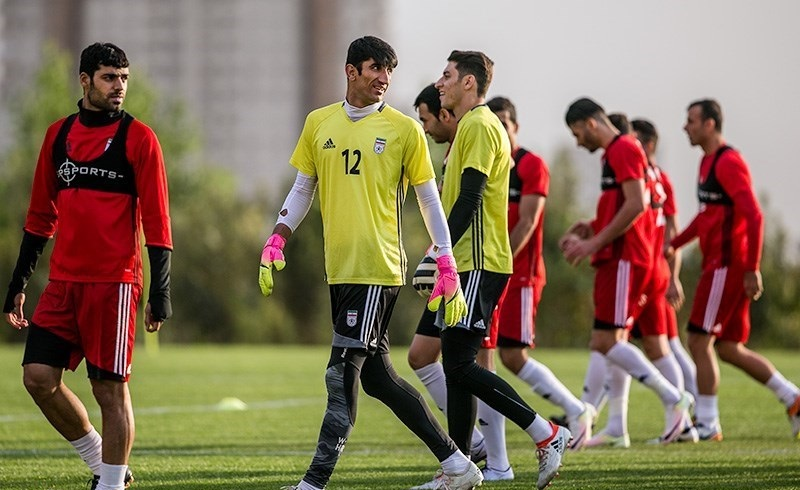
بیرانوند در تمرین ایران در سال ۲۰۱۶

بیرانوند اولین بازی ملی خود را در یک دیدار دوستانه برابر عراق انجام داد که به پیروزی یک بر صفر ایران انجامید. در اردیبهشت ۱۳۹۳، او به اردوی تدارکاتی تیم ملی فوتبال ایران در آفریقای جنوبی توسط کارلوس کیروش دعوت شد اما به جام جهانی راه پیدا نکرد؛ اما در مقدماتی جام جهانی ۲۰۱۸ روسیه، بیرانوند به عنوان دروازه‌بان اصلی تیم ملی ایران، با انجام بیشترین کلین شیت ممکن بهترین رکورد را در تاریخ حضور ایران در رقابت‌های مقدماتی جام جهانی به نام خود به ثبت رساند. گل نخوردن تیم ملی در بازی‌هایی که بیرانوند دروازه‌بان تیم ملی بود، توسط فیفا به عنوان یک رکورد ویژه یاد شد؛ در نهایت این رکورد بعد از ۱۱۲۴ دقیقه (بازی رسمی) در بازی ایران و سوریه شکست.
در آذر ماه ۱۳۹۸، علیرضا بیرانوند طی مراسمی پیراهن خود در بازی‌های جام جهانی روسیه مقابل تیم ملی پرتغال را برای فروش جهت احیای کارخانه‌های تعطیل و نیمه تعطیل در استان لرستان به بنیاد برکت وابسته به ستاد اجرایی فرمان امام اهدا کرد.

#### جام جهانی ۲۰۱۸

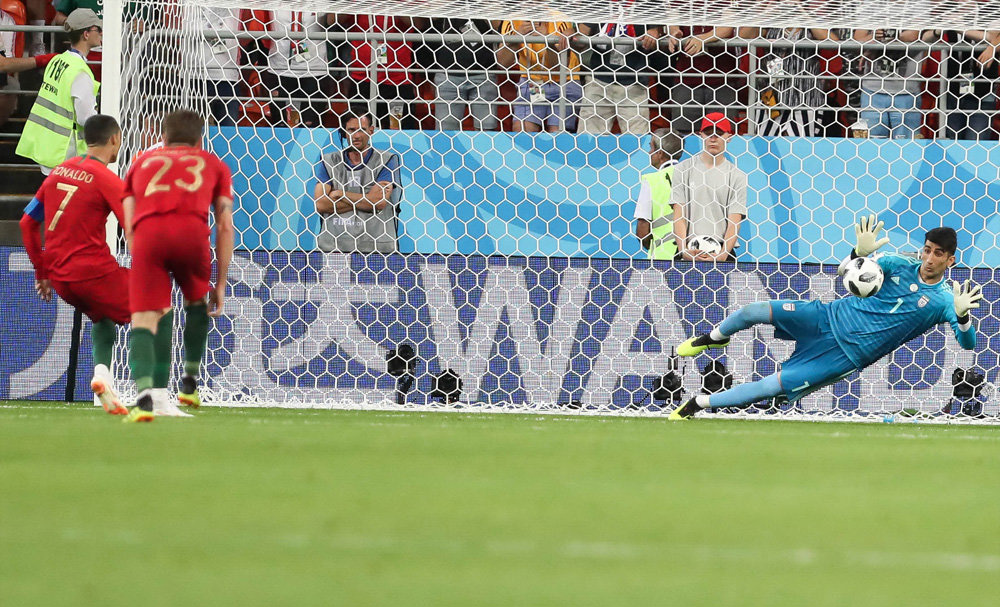
مهار پنالتی کریستیانو رونالدو توسط بیرانوند در جام جهانی ۲۰۱۸

علیرضا بیرانوند در جام جهانی ۲۰۱۸ دروازه‌بان ثابت تیم ملی ایران بود. وی در این مسابقات توانست با دو گل خورده، برترین دروازه‌بان تاریخ فوتبال ایران از نظر تعداد گل خورده در ادوار جام جهانی لقب گیرد. همچنین وی توانست در بازی پایانی ایران در مرحلهٔ گروهی جام جهانی مقابل پرتغال، پنالتی کریستیانو رونالدو را مهار کرده و نخستین دروازه‌بان ایرانی باشد که توانسته در جام جهانی یک ضربهٔ پنالتی را مهار کند.

#### جام جهانی ۲۰۲۲
بیرانوند در جام جهانی ۲۰۲۲ به عنوان دروازه‌بان اول تیم ملی بازی خود را آغاز کرد. اما در نخستین بازی ایران مقابل انگلیس پس از برخورد با مجید حسینی در دقیقهٔ ۸، دچار شکستگی در بینی شد و نتوانست بازی را ادامه دهد. بیرانوند پس از پایان این بازی بازی مورد معاینه پزشکان فیفا قرار گرفت و با توجه به ادامه خونریزی و افت فشار بسیار زیاد به بیمارستان منتقل شد.
این مصدومیت باعث شد تا بیرانوند در مقابل ولز در ترکیب تیم ملی نباشد اما در بازی سوم مقابل تیم ملی آمریکا، بیرانوند ۹۰ دقیقه برای ایران بازی کرد که با نتیجهٔ ۱–۰ ایران در این بازی شکست خورد.
در این جام برای بیرانوند دو رکورد به ثبت رسید؛ او با بازی در جام جهانی ۲۰۲۲، تنها دروازه‌بان ایرانی است که در ۵ بازی جام جهانی درون دروازه بوده‌است. همچنین در طول حضور تیم ملی در جام‌های جهانی، علیرضا بیرانوند و امیر عابدزاده تنها نفراتی هستند که در دو دورهٔ پیاپی به همراه تیم ملی به جام جهانی رفته‌اند.

## آمار

### باشگاهی
تا تاریخ ۱۸ اردیبهشت ۱۴۰۴
| باشگاه             | دسته               | فصل                | لیگ  | لیگ | جام حذفی | جام حذفی | آسیا و اروپا | آسیا و اروپا | دیگر | دیگر | مجموع | مجموع |
| باشگاه             | دسته               | فصل                | بازی | CS  | بازی     | CS       | بازی         | CS           | بازی | CS   | بازی  | CS    |
| ------------------ | ------------------ | ------------------ | ---- | --- | -------- | -------- | ------------ | ------------ | ---- | ---- | ----- | ----- |
| نفت تهران          | لیگ برتر           | ۹۱–۱۳۹۰            | ۰    | ۰   | ۱        | ۰        | –            | –            | –    | –    | ۱     | ۰     |
| نفت تهران          | لیگ برتر           | ۹۲–۱۳۹۱            | ۱    | ۰   | ۰        | ۰        | –            | –            | –    | –    | ۱     | ۰     |
| نفت تهران          | لیگ برتر           | ۹۳–۱۳۹۲            | ۲۳   | ۱۱  | ۰        | ۰        | –            | –            | –    | –    | ۲۳    | ۱۱    |
| نفت تهران          | لیگ برتر           | ۹۴–۱۳۹۳            | ۲۶   | ۱۰  | ۳        | ۰        | ۱۱           | ۳            | –    | –    | ۴۰    | ۱۳    |
| نفت تهران          | لیگ برتر           | ۹۵–۱۳۹۴            | ۱۹   | ۹   | ۰        | ۰        | ۱            | ۰            | –    | –    | ۲۰    | ۹     |
| مجموع نفت تهران    | مجموع نفت تهران    | مجموع نفت تهران    | ۶۹   | ۳۰  | ۴        | ۰        | ۱۲           | ۳            | –    | –    | ۸۵    | ۳۳    |
| پرسپولیس           | لیگ برتر           | ۹۶–۱۳۹۵            | ۲۴   | ۱۷  | ۰        | ۰        | ۱۲           | ۴            | –    | –    | ۳۶    | ۲۱    |
| پرسپولیس           | لیگ برتر           | ۹۷–۱۳۹۶            | ۲۷   | ۱۷  | ۳        | ۱        | ۱۴           | ۷            | ۱    | ۱    | ۴۵    | ۲۶    |
| پرسپولیس           | لیگ برتر           | ۹۸–۱۳۹۷            | ۲۴   | ۱۶  | ۳        | ۲        | ۶            | ۲            | –    | –    | ۳۳    | ۲۰    |
| پرسپولیس           | لیگ برتر           | ۹۹–۱۳۹۸            | ۱۴   | ۶   | ۲        | ۲        | ۲            | ۰            | –    | –    | ۱۸    | ۸     |
| پرسپولیس           | لیگ برتر           | ۰۲–۱۴۰۱            | ۲۹   | ۱۸  | ۵        | ۱        | –            | –            | –    | –    | ۳۴    | ۱۹    |
| پرسپولیس           | لیگ برتر           | ۰۳–۱۴۰۲            | ۲۶   | ۱۳  | ۱        | ۱        | ۶            | ۳            | –    | –    | ۳۳    | ۱۷    |
| مجموع پرسپولیس     | مجموع پرسپولیس     | مجموع پرسپولیس     | ۱۴۴  | ۸۷  | ۱۴       | ۷        | ۴۰           | ۱۶           | ۱    | ۱    | ۱۹۹   | ۱۱۱   |
| رویال آنتورپ       | لیگ بلژیک          | ۲۰۲۰–۲۰۲۱          | ۱۰   | ۴   | ۰        | ۰        | ۲            | ۰            | –    | –    | ۱۲    | ۴     |
| مجموع رویال آنتورپ | مجموع رویال آنتورپ | مجموع رویال آنتورپ | ۱۰   | ۴   | ۰        | ۰        | ۲            | ۰            | –    | –    | ۱۲    | ۴     |
| بوآویشتا           | لیگ پرتغال         | ۲۰۲۱–۲۰۲۲          | ۸    | ۲   | ۰        | ۰        | –            | –            | ۱    | ۰    | ۹     | ۲     |
| مجموع بوآویشتا     | مجموع بوآویشتا     | مجموع بوآویشتا     | ۸    | ۲   | ۰        | ۰        | –            | –            | ۱    | ۰    | ۹     | ۲     |
| تراکتور            | لیگ برتر           | ۲۰۲۴–۲۰۲۵          | ۲۹   | ۱۶  | ۰        | ۰        | ۸            | ۳            | –    | –    | ۳۷    | ۱۹    |
| مجموع تراکتور      | مجموع تراکتور      | مجموع تراکتور      | ۲۹   | ۱۶  | ۰        | ۰        | ۸            | ۳            | –    | –    | ۳۷    | ۱۹    |
| مجموع آمار         | مجموع آمار         | مجموع آمار         | ۲۶۰  | ۱۳۹ | ۱۸       | ۷        | ۶۲           | ۲۲           | ۲    | ۱    | ۳۴۲   | ۱۶۹   |

### ملی
تا تاریخ ۵ ژوئن ۲۰۲۵
| ایران | ایران | ایران    | ایران    |
| سال   | بازی  | کلین شیت | گل خورده |
| ----- | ----- | -------- | -------- |
| ۲۰۱۵  | ۳     | ۳        | ۰        |
| ۲۰۱۶  | ۶     | ۵        | ۱        |
| ۲۰۱۷  | ۹     | ۵        | ۵        |
| ۲۰۱۸  | ۱۰    | ۳        | ۸        |
| ۲۰۱۹  | ۱۲    | ۸        | ۷        |
| ۲۰۲۱  | ۹     | ۶        | ۳        |
| ۲۰۲۲  | ۵     | ۴        | ۱        |
| ۲۰۲۳  | ۸     | ۴        | ۵        |
| ۲۰۲۴  | ۱۵    | ۶        | ۱۳       |
| ۲۰۲۵  | ۳     | ۱        | ۳        |
| مجموع | ۸۰    | ۴۶       | ۴۵       |

## رکوردها

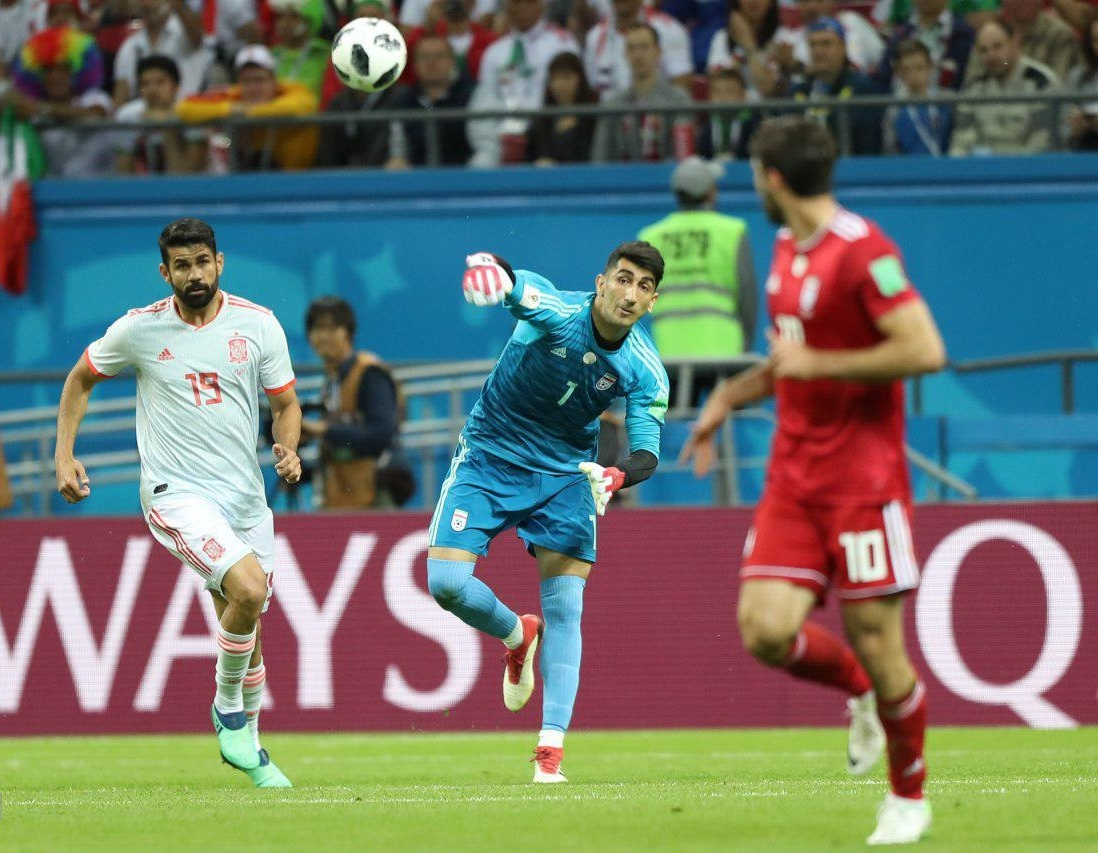
پرتاب دست بیرانوند در بازی ایران مقابل اسپانیا در جام جهانی ۲۰۱۸

از ویژگی‌های دروازه‌بانی او می‌توان به پرتاب دست‌های فوق‌العاده او در شروع مجددها نام برد که بارها باعث به ثمر رسیدن گل شده‌است. سایت المصدر عربستان پس از بازی تیم نفت تهران در برابر الاهلی در رقابت‌های لیگ قهرمانان آسیا از پرتاب دست بیرانوند به عنوان یک رویداد تاریخی و بی نظیر یاد کرد و آن را بلندترین پرتاب دست در تاریخ فوتبال جهان دانست. او توپ را در محوطه جریمه خودی گرفت و با پرتاب دست آن را به محوطه جریمه الاهلی فرستاد تا تیمش را در موقعیت گلزنی قرار دهد.
در جریان بازی ایران و کرهٔ جنوبی (۲۰ مهر ۱۳۹۵) برای راه‌یابی به جام جهانی ۲۰۱۸ روسیه، بیرانوند توانست با دست توپ را به فاصلهٔ ۶۱ متری پرتاب کند و نام خود را به‌عنوان رکورددار بلندترین پرتاب توپ با دست در جهان وارد کتاب گینس کند. همچنین او برای ضربهٔ زیر توپش در بازی پرسپولیس و ذوب‌آهن (۲۸ فروردین ۱۳۹۸) که مسافت ۷۸ متر را طی کرد، رکورد بلندترین ضربهٔ زیر توپ جهان را نیز در اختیار دارد.

## افتخارات

### باشگاهی

#### نفت تهران
- جام حذفی ایران؛ نايب‌قهرمان (۱): ۹۴–۱۳۹۳

#### پرسپولیس

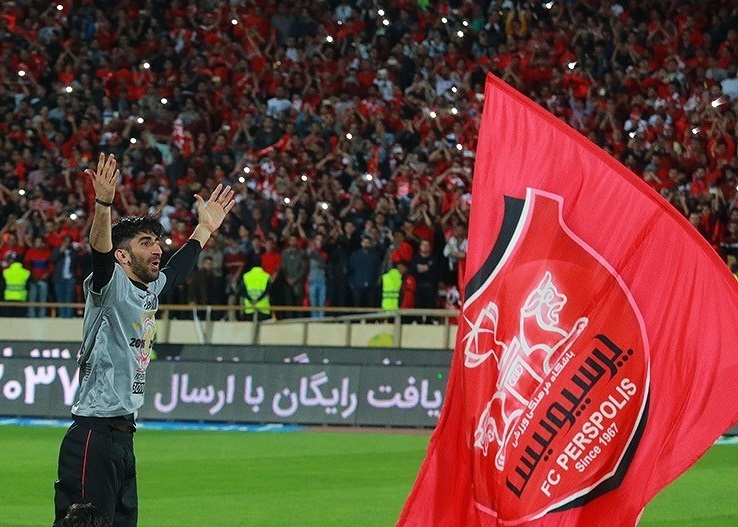
بیرانوند در جشن قهرمانی پرسپولیس در لیگ برتر خلیج فارس در سال ۹۷–۱۳۹۶

- لیگ برتر خلیج فارس (۶): ۹۶–۱۳۹۵، ‏۹۷–۱۳۹۶، ‏۹۸–۱۳۹۷، ۹۹–۱۳۹۸، ۰۲–۱۴۰۱، ۰۳–۱۴۰۲
- جام حذفی ایران (۲): ۹۸–۱۳۹۷، ۰۲–۱۴۰۱
- سوپر جام ایران (۴): ۱۳۹۶، ۱۳۹۷، ۱۳۹۸، ۱۴۰۲
- لیگ قهرمانان آسیا؛ نايب‌قهرمان (۱): ۲۰۱۸

#### رویال آنتورپ
- جام حذفی بلژیک (۱): ۲۰–۲۰۱۹[۴۹]

#### تراکتور
- لیگ برتر خلیج فارس (۱): ۰۴–۱۴۰۳

### فردی

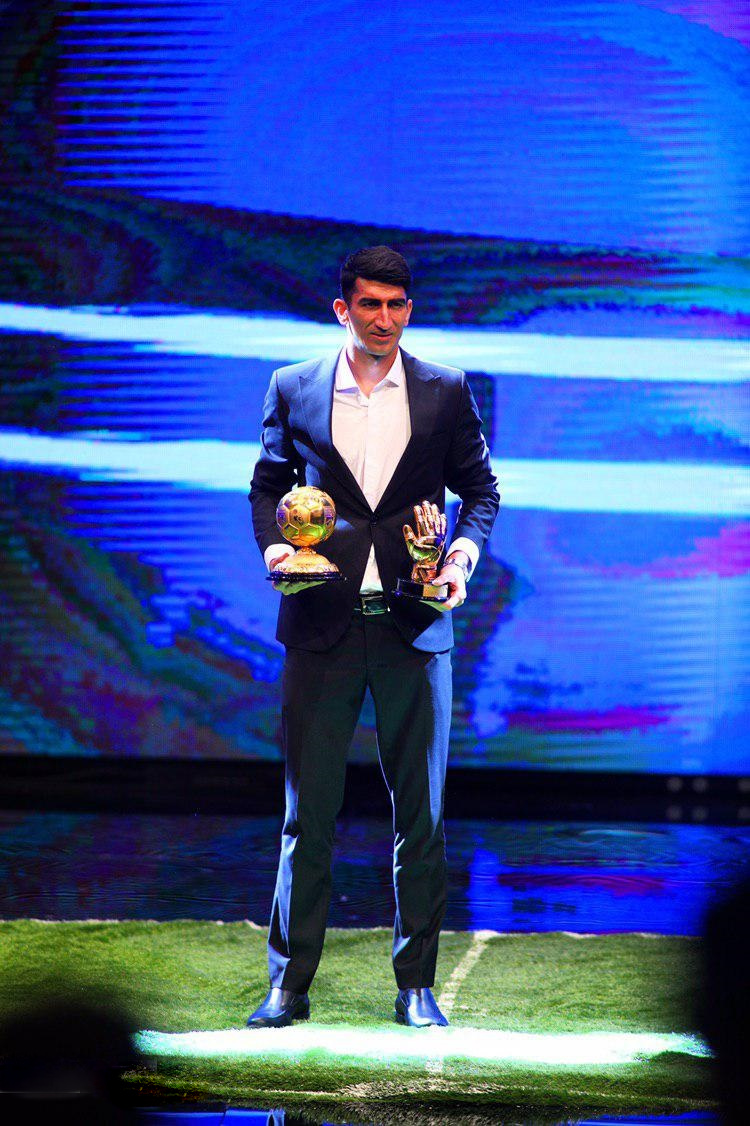
بیرانوند به همراه جایزه بهترین دروازه‌بان و مرد سال لیگ برتر خلیج فارس

- نامزد دریافت جایزه بازیکن فوتبال سال آسیا: ۲۰۱۹[۵۰]
- بهترین دروازه‌بان لیگ قهرمانان آسیا: ۲۰۱۸[۴]
- عضو تیم منتخب لیگ قهرمانان آسیا ۲۰۱۸[۴]
- نامزد دریافت جایزه نقره‌ای رؤیای سال آسیا: ۲۰۱۹ (جایزه مسئولیت‌های اجتماعی)[۵۱]
- عضو تیم منتخب جام ملت‌های آسیا: ۲۰۱۹ (فهرست ۲۳ نفره)[۵۲]
- مرد سال لیگ برتر (بهترین بازیکن لیگ) ایران: ۹۸–۱۳۹۷[۵۳]
- بهترین دروازه‌بان لیگ برتر ایران: (۶ بار)[۵۳]‏۱۳۹۷–۹۸،[۵۴]‏۱۳۹۶–۹۷،[۵۵]‏۱۳۹۵–۹۶،[۵۶]‏۱۳۹۳–۹۴، ۱۴۰۱_۱۴۰۲، ۰۴_۱۴۰۳
- عضو تیم منتخب لیگ برتر ایران: (۴ بار)[۵۳]‏۱۳۹۷–۹۸،[۵۴]‏۱۳۹۶–۹۷،[۵۵]‏۱۳۹۵–۹۶،[۵۶]‏۱۳۹۳–۹۴
- بهترین دروازه‌بان پنالتی‌گیر آسیا به انتخاب AFC[۵۷]
- بهترین فوتبالیست آسیا در تاریخ جام‌های جهانی (بر اساس نظرسنجی AFC)[۵۸]

## رکوردها
- بهترین دروازه‌بان تاریخ ایران در جام جهانی فوتبال (بر پایه میانگین کمترین گل خورده بر بازی)[۵۹]
- تنها دروازه‌بان تاریخ ایران که در جام جهانی، پنالتی مهار کرده‌است.[۵۹]
- نخستین دروازه‌بان تاریخ ایران که مهار ۴ پنالتی در جریان بازی‌های ملی دارد. (تا ۲۰۲۵)[۶۰]
  - برابر پرتغال در جام جهانی ۲۰۱۸، برابر عمان در جام ملت‌های آسیا ۲۰۱۹، برابر کامبوج در مسابقات انتخابی جام جهانی ۲۰۲۲، برابر امارات در جام ملت‌های آسیا ۲۰۲۳
- نخستین دروازه‌بان تاریخ فوتبال آسیا که در میان نامزدهای  مرد سال فوتبال آسیا قرار گرفته‌است.[۶۱]
- با پرتاب دست ۶۱ متر با دست، رکورددار کتاب گینس در نوامبر ۲۰۲۱ شد.[۶۲]

## زندگی شخصی و جنجال‌ها
بیرانوند در برهه‌هایی از زندگی‌اش، فقر مطلق را تجربه کرده‌است و پیشه او برای مدتی کار در کارواش بوده‌است.
او برای درآمد داشتن به عنوان کارگر پمپ بنزین، کارگر کارواش و گاهی پیک موتوری پیتزا و مانند آن، کار کرده‌است.
او خود را هوادار پرسپولیس اعلام کرده‌است. اگرچه او سه بار پرسپولیس را ترک کرد، در دوبار نخست با پذیرش هواداران پرسپولیس روبرو شد. در بار سوم در تابستان ۲۰۲۴، بیشتر هواداران پرسپولیس مخالف بازگشت او شدند و حواشی جدی برای وی شکل گرفت. این حواشی، او را به یک درگیری قانونی با حجت کریمی، مدیرعامل استقلال تهران کشاند. او اعلام کرد بیرانوند گفته‌است برای پول، جنسیت هم عوض می‌کند چه برسد به پیراهن (تیم). کریمی با شکایت بیرانوند روبرو گردید.
بیرانوند همچنین از جمله بازیکنان تیم ملی ایران بود که حواله خودرو گرفت و خودرو وارد کرد.